# روابط اسرائیل و آنگولا
روابط آنگولا و اسرائیل به روابط تاریخی و دو جانبه کنونی آنگولا و اسرائیل اشاره دارد. آنگولا در تل آویو و اسرائیل در لوآندا سفارت دارند.

## تاریخ

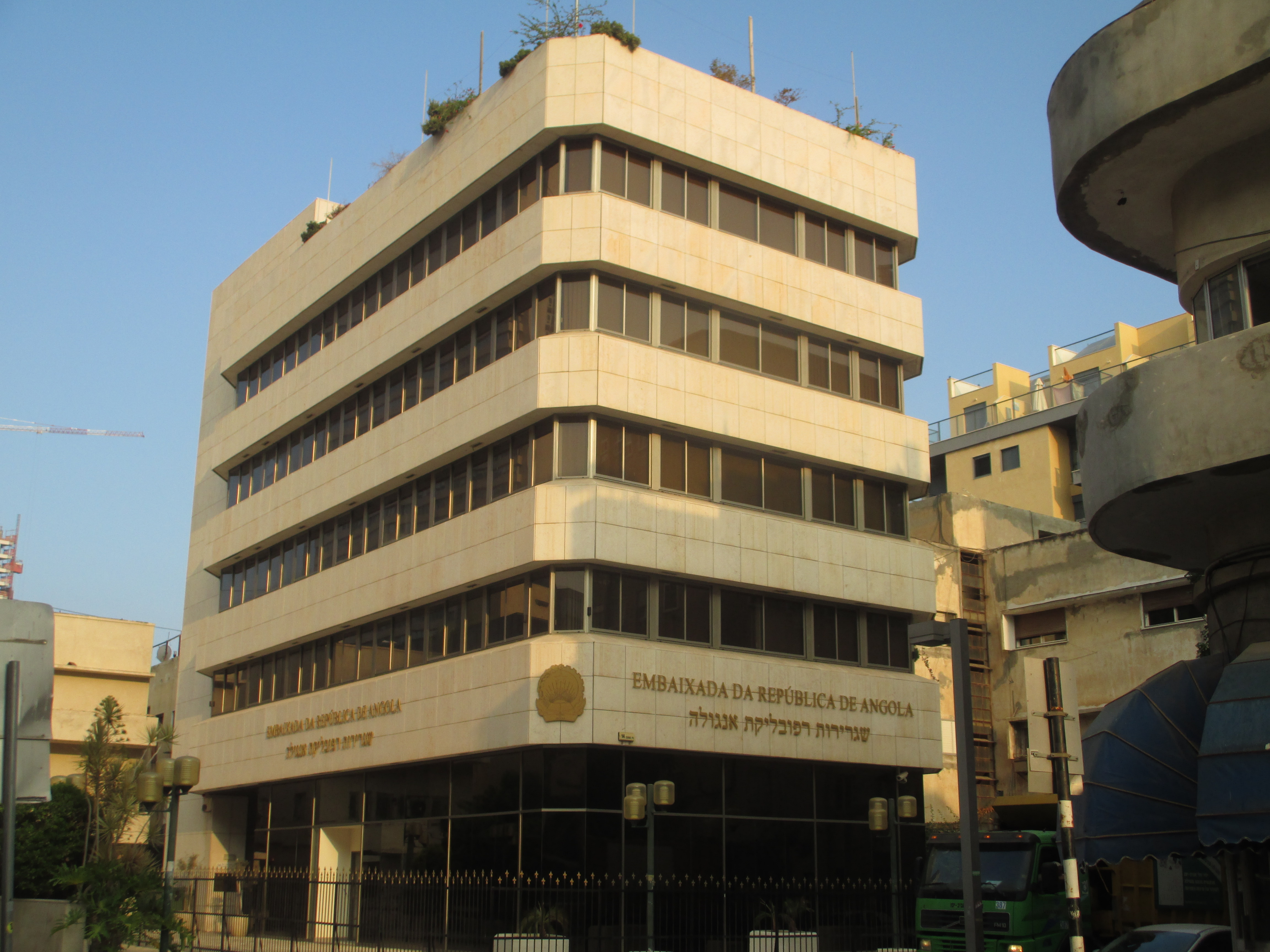
سفارت آنگولا، تل آویو

دولت اسرائیل در سالهای ۱۹۶۳ و ۱۹۶۹، در جریان جنگ استقلال آنگولا ، به جبهه ملی برای آزادی آنگولا کمک کرد. در دهه ۱۹۶۰ هولدن روبرتو، رئیس NFLA، از اسرائیل دیدار کرد و اعضای FNLA برای آموزش به اسرائیل اعزام شدند. در دهه ۱۹۷۰، اسرائیل اسلحه را از طریق زایر به FNLA فرستاد. سفارت اسرائیل در لواندا در سال ۱۹۹۵ بازگشایی شد و تامار جولان که در این دهه‌ها برای حفظ ارتباط اسرائیل با کشورهای آفریقایی تلاش می‌کرد، به عنوان سفیر اسرائیل منصوب شد. تامار جولان این پست را در سال ۲۰۰۲ ترک کرد، اما بعداً به درخواست ژوزه ادوآردو دوس سانتوس، رئیس‌جمهور آنگولا، برای کمک به ایجاد یک گروه ویژه تحت نظارت سازمان ملل، برای برداشتن مین‌ها به آنگولا بازگشت. شرکت اسرائیلی " ژئومین " تجهیزات ردیابی مین را در اختیار آنگولا قرار داد تا از بین بردن آنها آسان شود. رئیس‌جمهور دوس سانتوس در سال ۲۰۰۵ از اسرائیل بازدید کرد. در مارس ۲۰۰۶، حجم تجارت بین دو کشور ۴۰۰ میلیون دلار بود. سفیر اسرائیل در آنگولا اورن روزنبلات است. در سال ۲۰۱۰، دولت آنگولا به دلیل گرایش خود از پذیرفتن آشکارا همجنسگرای عیسی یانوکا به عنوان سفیر جدید خودداری کرد.
در اوت ۲۰۱۲، صدراعظم آنگولا یک سفر سه روزه به اورشلیم انجام داد، جایی که دولتهای آنگولا و اسرائیل توافق‌نامه تقویت روابط بین دو کشور را در تل آویو تصویب کردند. رئیس‌جمهور اسرائیل شیمون پرز گفت که این باید بر اساس زمینه‌های علوم و فناوری، اقتصاد و امنیت باشد، و نخست‌وزیر آنگولا ابراز تمایل به ادامه همکاری‌های دو جانبه در زمینه بهداشت، کشاورزی، علوم و فناوری و تشکیل آنگولا کارشناسان را اعلام کرد.